# 東由利町
東由利町（ひがしゆりまち）は秋田県の南部に位置していた町。
2005年3月22日に、本荘市および由利郡にあったほかの6町（岩城町、大内町、由利町、西目町、矢島町、鳥海町）と合併し、由利本荘市となった。合併後、東由利町全域は由利本荘市東由利として町名が残った。

## 地理
- 山:八塩山
- 河川:石沢川
- 湖沼:八塩ダム

### 隣接していた自治体
- 本荘市
- 由利郡：大内町、矢島町、由利町
- 雄勝郡：羽後町
- 平鹿郡：大森町、雄物川町

## 歴史
- 平安時代 - 出羽国河辺郡中山郷として成立。
- 1889年（明治22年）4月1日 - 町村制施行に伴い由利郡下郷村，玉米村が成立。
- 1955年（昭和30年）7月23日 - 由利郡下郷村と玉米村が合併し、東由利村として誕生。
- 1974年（昭和49年）4月1日 - 町制施行により東由利町となる。
- 2005年（平成17年）3月22日 - 本荘市、由利郡岩城町、大内町、由利町、西目町、矢島町、鳥海町と合併し、由利本荘市となる。

## 学校
中学校
- 東由利町立東由利中学校

小学校
- 東由利町立高瀬小学校
- 東由利町立八塩小学校
- 東由利町立大琴小学校（2002年3月閉校）

保育園
- 永慶保育園
- みどり保育園

## 交通

### 鉄道
町内を鉄道路線は通っていない。鉄道を利用する場合の最寄り駅は、JR東日本奥羽本線の湯沢駅、横手駅や羽越本線羽後本荘駅など。

### 道路

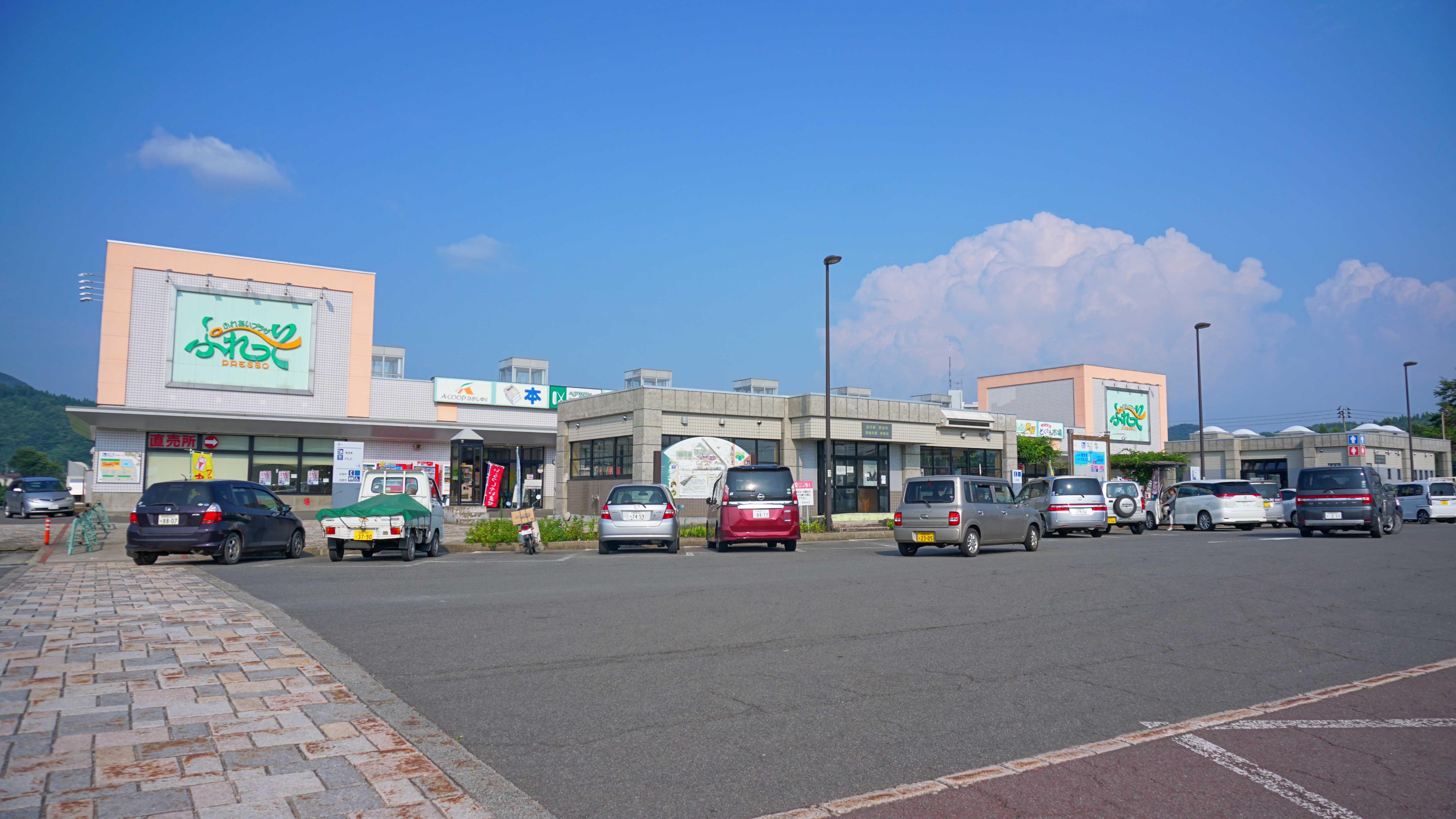
道の駅東由利

一般国道
- 国道107号
- 国道398号

主要地方道
- 秋田県道30号神岡南外東由利線
- 秋田県道32号仁賀保矢島館合線
- 秋田県道34号羽後向田館合線
- 秋田県道48号横手東由利線

一般県道
- 秋田県道284号楢渕横渡線

## 著名出身者
- 2代目浅野梅若（民謡歌手、初代浅野梅若の養女）
- あべ十全 (由利本荘市議会議員、元ローカルタレント)
- 高橋宏幸 (児童文学者)